# Ariel Pestano
Ariel Pestano, även kallad El Veterano (Veteranen), född den 31 januari 1974 i Caibarién, är en kubansk basebollspelare som tog silver vid olympiska sommarspelen 2000 i Sydney, och som även tog guld vid olympiska sommarspelen 2004 i Aten och silver vid olympiska sommarspelen 2008 i Peking. Han är en av bara tio spelare som tagit minst tre medaljer i baseboll vid olympiska sommarspelen. Pestano är catcher.
Pestano representerade Kuba i World Baseball Classic 2006 och 2009. 2006, när Kuba kom tvåa i turneringen, spelade han åtta matcher och hade ett slaggenomsnitt på 0,194, en homerun och två inslagna poäng (RBI:s) och 2009 spelade han sex matcher och hade ett slaggenomsnitt på 0,308, en homerun och tre RBI:s.
När Pestano inte togs ut till World Baseball Classic 2013 blev han så besviken att han offentliggjorde att han avslutade karriären. Det dröjde dock inte länge förrän han gjorde comeback och han var med och vann den kubanska ligan Serie Nacional de Béisbol (SNB) med sin klubb Villa Clara säsongen 2012/13.